# Pustelnik (województwo łódzkie)
Pustelnik – wieś w Polsce położona w województwie łódzkim, w powiecie sieradzkim, w gminie Brzeźnio.
| SIMC    | Nazwa      | Rodzaj    |
| ------- | ---------- | --------- |
| 0700022 | Gozdeckie  | część wsi |
| 0989590 | Lorek      | część wsi |
| 0989608 | Podlorcze  | część wsi |
| 0989614 | Świerczyna | część wsi |

W latach 1975–1998 miejscowość administracyjnie należała do województwa sieradzkiego.